# آثار رحلة الفضاء على جسم الإنسان

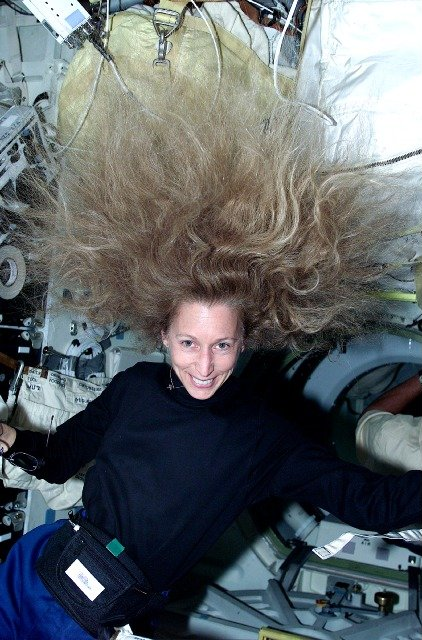
رائدة الفضاء مارشا إيفينز] تعرض آثار انعدام الجاذبية على شعرها في الفضاء

يمكن لرحلات البشر في بيئة الفضاء أن يكون لها آثار سلبية على الجسم (Effect of spaceflight on the human body). وتشمل الآثار السلبية الرئيسية من انعدام الوزن على المدى الطويل ضمور العضلات وتدهور الهيكل العظمي وقلة العظم الناشئ عن رحلات الفضاء. وتشمل الآثار الرئيسية الأخرى تباطؤ وظائف جهاز القلب والأوعية الدموية، وانخفاض إنتاج خلايا الدم الحمراء، واضطرابات التوازن، واضطرابات البصر، وضعف الجهاز المناعي. وتشمل الأعراض الإضافية إعادة توزيع السوائل (مما يسبب مظهر «الوجه البدري» النمطي في صور رواد الفضاء الذين يتعرضون لانعدام الوزن)  وفقدان كتلة الجسم، واحتقان الآنف، واضطراب النوم، وانتفاخ البطن الزائد.
لقد درست المشاكل الهندسية المرتبطة بترك مجال الأرض وتطوير أنظمة الدفع الفضائي لما يزيد على قرن، وقضى العلماء ملايين من الساعات من البحوث عليها. وفي السنوات الأخيرة، كان هناك زيادة في البحوث بشأن مسألة كيف يمكن للبشر البقاء على قيد الحياة والعمل في الفضاء لفترة طويلة وربما إلى أجل غير مسمى. يتطلب هذا السؤال مدخلات من العلوم الفيزيائية والبيولوجية وأصبح الآن أكبر تحد (بخلاف التمويل) يواجه مسعى الإنسان لاستكشاف الفضاء. من بين الخطوات الأساسية في التغلب على هذا التحدي محاولة فهم آثار وتأثير السفر إلى الفضاء لفترة طويلة على جسم الإنسان.
في تشرين الأول / أكتوبر 2015، أصدر مكتب المفتش العام في وكالة ناسا تقريراً عن المخاطر الصحية المتعلقة باستكشاف الفضاء، بما في ذلك إرسال بعثة بشرية إلى المريخ.

## التأثيرات الفسيولوجية

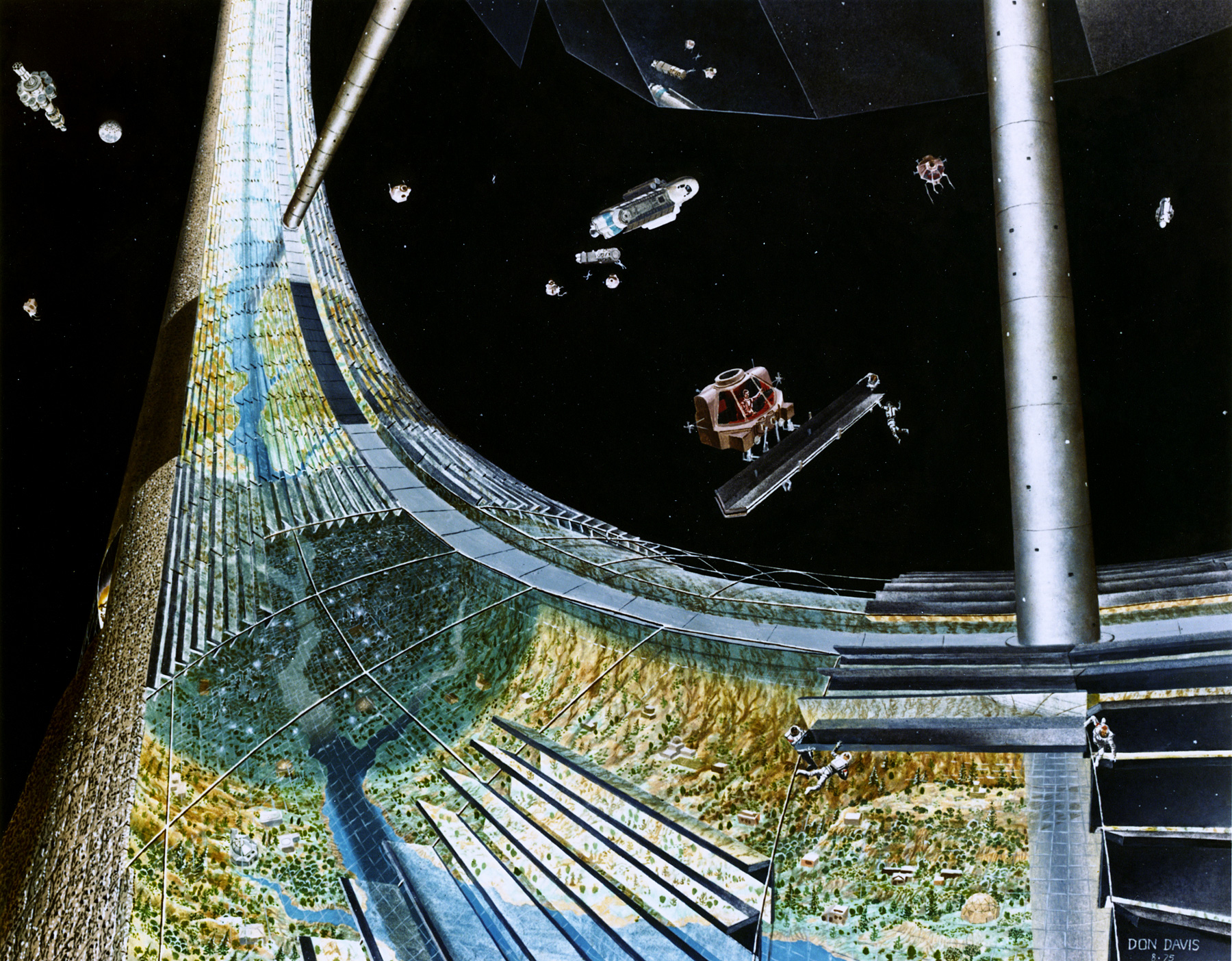
يجب أن تأخذ جهود استعمار الفضاء في الاعتبار تأثيرات الفضاء على جسم الإنسان.

العديد من الظروف البيئية التي يعيشها البشر خلال رحلات الفضاء تختلف تماماً عن الظروف التي تطور البشر خلالها؛ إلا أن التكنولوجيا قادرة على حماية الناس من أقسى الظروف، مثل تلك التي تتسبب فيها سفينة فضاء أو بذلة فضاء. تلبى الاحتياجات الفورية لتنفس الهواء والحاجة للمياه الصالحة للشرب من خلال نظام دعم الحياة، الذي يمثل مجموعة من الأجهزة التي تسمح للبشر بالبقاء على قيد الحياة في الفضاء الخارجي. يوفر نظام دعم الحياة إمدادات الهواء، والماء والغذاء. كما يتعين على النظام كذلك المحافظة على درجة الحرارة ومستوى الضغط ضمن حدود مقبولة والتعامل مع فضلات الجسم. كما أن الحماية من التأثيرات الخارجية الضارة مثل الإشعاع والنيازك الدقيقة ضرورية كذلك.
بطبيعة الحال لا يمكن درء جميع الأخطار؛ ومن أهم العوامل التي تؤثر على سلامة الإنسان المادية في الفضاء هي حالة انعدام الوزن، والتي تعرف بصورة أكثر دقة على أنها بيئة الجاذبية المتناهية الصغر. إن الحياة في بيئة مثل هذه تؤثر على الجسم عبر ثلاثة طرق هامة: فقدان الحس العميق، والتغيرات في توزيع السوائل، وتدهور الجهاز العضلي الهيكلي.

### الأبحاث
طب الفضاء هو تطوير ممارسة طبية تدرس صحة رواد الفضاء الذين يعيشون في الفضاء الخارجي. الغرض الرئيسي من هذا المسعى العلمي الأكاديمي هو اكتشاف كيف وإلى أي مدة يمكن للناس البقاء على قيد الحياة في الظروف القاسية في الفضاء، ومدى سرعة إعادة تكيفهم مع بيئة الأرض بعد العودة من الفضاء. يسعى طب الفضاء أيضاً إلى تطوير تدابير وقائية وتلطيفية بهدف تخفيف المعاناة الناجمة عن العيش في بيئة لا يتكيف البشر معها بشكل جيد.

### بيئات الفضاء
بيئة الفضاء قاتلة دون حماية مناسبة: إن أكبر تهديد في فراغ الفضاء سببه نقص الأكسجين والضغط، بالرغم من أن درجة الحرارة والإشعاع تمثل مخاطر كذلك.

#### الفراغ

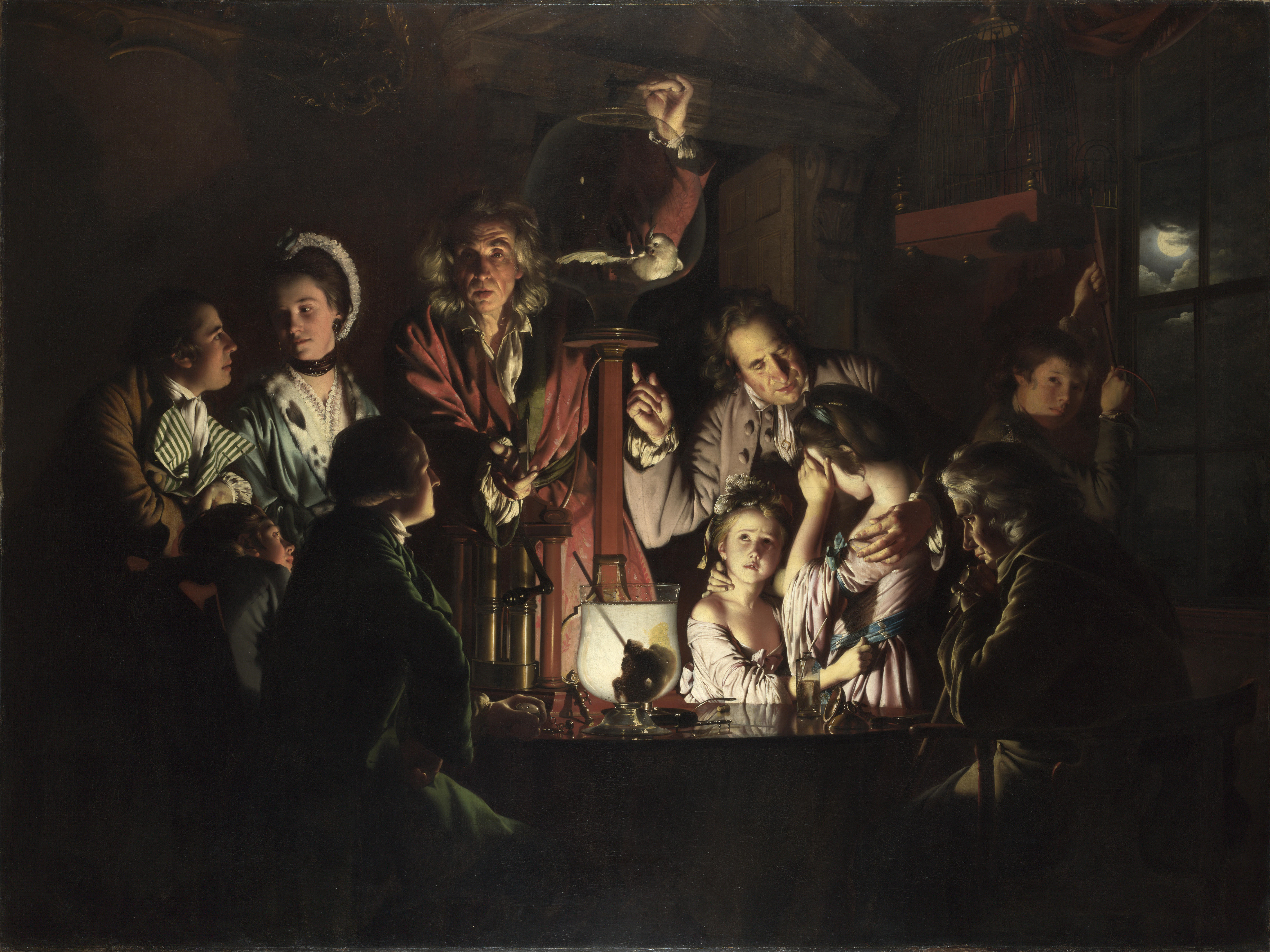
هذه اللوحة تجربة على طائر في مضخة الهواء تصور التجربة التي قام بها روبرت بويل في 1660 لاختبار تأثير الفراغ على نظام حياة.

إن وظائف الأعضاء البشرية مهيأة للحياة ضمن الغلاف الجوي للأرض، ويلزم وجود كمية معينة من الأكسجين في الهواء الذي نتنفسه. وعند مستوى أقل من ذلك، يصبح رائد الفضاء معرضاً لخطر (التركيز الجزئي أو الضغط الجزئي من الأكسجين الذي يمكن تحمله هو 16 كيلو باسكال (0.16 بار) فقدان الوعي والموت من نقص التأكسج. وفي فراغ الفضاء، يستمر تبادل الغازات في الرئتين بشكل طبيعي ولكن ينتج عنه زوال جميع الغازات، بما في ذلك الأكسجين، من الدم. وبعد مدة تتراوح بين 9 إلى 12 ثانية، يصل الدم غير المؤكسج إلى الدماغ، ويؤدي إلى فقدان الوعي. وقد يلي ذلك تدريجياً الوفاة بعد بعد دقيقتين من التعرض للفراغ على الرغم من أن الحدود المطلقة ليست مؤكدة.
يفقد البشر والحيوانات التي تتعرض إلى الفراغ الفضائي الوعي بعد بضع ثوان ويموتون من نقص التأكسج في غضون دقائق. ويغلي الدم وسوائل الجسم الأخرى عند انخفاض ضغطها دون 6.3 كيلو باسكال (47 تور)، ضغط بخار الماء في درجة حرارة الجسم. وتسمى هذه الحالة التفقّع. يمكن أن يؤدي البخار إلى انتفاخ الجسم حتى ضعف حجمه الطبيعي وبطء الدورة الدموية، غير أن الأنسجة مرنة ومسامية بما فيه الكفاية لمنع التمزق. وتتباطأ عملية التفقّع عبر احتواء الأوعية الدموية للضغط، حتى يظل بعض الدم سائلاً. يمكن تقليل التورم والتفقّع عبر الاحتواء في بدلة الطيران. وقد ارتدى رواد فضاء برنامج مكوك الفضاء ملابس مرنة مجهزة تسمى بذلة حماية الطاقم في الارتفاعات (CAPS) والتي منعت التفقّع عند مستويات ضغط منخفضة تصل إلى 2 كيلو باسكال (15 تور). وتعد بذلة الفضاء ضرورية لمنع التفقع عند الارتفاع عن 19 كم. معظم بذلات الفضاء تستخدم 20 كيلو باسكال (150 بار) من الأكسجين النقي، بما يكفي فقط للحفاظ على كامل الوعي. ويعد هذا الضغط مرتفع بما يكفي لمنع التفقّع، ولكن التبخر البسيط للدم أو ذوبان الغازات في الدم لا يزال يمكن أن يسبب مرض تخفيف الضغط (التحنيّ) والانضمام الهوائي إذا لم يتم معالجته.
إن التعرض قصير المدى إلى الفراغ الفضائي لمدة تصل إلى 30 ثانية لا يسبب ضرر بدني دائم على الأرجح. وتظهر التجارب على الحيوانات أن الانتعاش السريع والكامل أمر طبيعي عند التعرض للفراغ الفضائي لمدة أقل من 90 ثانية، في حين يصبح تعرض كامل الجسم لمدة أطول مميتاً ولم تكن محاولات الإنعاش ناجحة أبداً. هناك مقدار محدود من البيانات المتاحة من حوادث تعرض البشر للفراغ، لكنها تتفق مع بيانات حوادث الحيوانات. يمكن أن تتعرض الأطراف لفترات أطول للفراغ إذا لم تضعف وظائف التنفس. يمكن أن يصبح انخفاض الضغط بسرعة أكثر خطورة من التعرض للفراغ نفسه، حتى لو كانت الضحية لا تحبس أنفاسها، حيث يمكن أن يصبح التنفيس من خلال القصبة الهوائية بطيئاً جدا لمنع حدوث تمزق قاتل في الحويصلات الهوائية الرقيقة في الرئتين. يمكن أن تتعرض طبلة الأذن والجيوب الأنفية إلى التمزق جراء انخفاض الضغط السريع، وقد تتكدم الأنسجة اللينة وتبدأ في تسريب الدم، ويؤدي كرب الصدمة إلى تسارع معدل استهلاك الأوكسجين، بما يؤدي إلى نقص الأكسجة. وتسمى الإصابات الناجمة عن انخفاض الضغط السريع باسم ا لرضح الضغطي، وهي معروفة من حوادث الغوص. إن انخفاض صغير في الضغط بمقدار 100 تور (13 كيلو باسكال)، والذي لا ينتج عنه أي أعراض إذا كان تدريجيا، قد يكون قاتلاً إذا حدث فجأة.
إن معظم المعلومات المعروفة عن الطريقة التي يتفاعل بها جسم الإنسان ناتجة عن التعرض لانخفاض الضغط العرضي، وخاصةً أثناء مشاريع رحلات الفضاء التجريبية. واحدة من هذه الحالات يناقشها تقرير فني صادر عن وكالة ناسا تحت اسم: طوارئ انخفاض الضغط (المتفجر) لدى أفراد يرتدون بذلات الضغط:[بحاجة لرقم الصفحة]
«في مركز المركبات الفضائية المأهولة التابع لوكالة ناسا (أعيد تسميته الآن إلى مركز جونسون الفضائي) كان لدينا حالة اختبار تعرضت عن طريق الخطأ إلى شبه فراغ (أقل من 1 رطل) [7 كيلو باسكال] في حادث تسرب في بدلة فضاء في حجرة تفريغ عام '65. بقي واعيا لمدة 14 ثانية، وهي عبارة عن الوقت الذي يستغرقه الدم المفتقر إلى الأكسجين للانتقال من الرئتين إلى الدماغ. لم تصل البذلة على الأرجح إلى فراغ ثابت، وبدأنا إعادة الضغط إلى الحجرة في غضون 15 ثانية. استعاد الفرد وعيه عند مكافئ ارتفاع يبلغ حوالي 15000 قدم [4600 م]. ذكر الفرد في وقت لاحق أنه كان بمقدوره أن يرى ويسمع الهواء يتسرب، وأن آخر ذكرى يعيها كانت للماء على لسانه يبدأ في الغليان.»
هناك حادثة مسجلة للوفاة الناجمة عن انخفاض الضغط في رحلة إلى الفضاء، وهي حادثة انخفاض الضغط في سفينة الفضاء سويوز 11 في عام 1971، مما أدى إلى وفاة رواد الفضاء الثلاثة على متنها.

#### درجة الحرارة
في الفراغ، لا توجد وسيلة لإزالة الحرارة من الجسم عن طريق التوصيل أو الحمل الحراري. يحدث فقدان الحرارة عن طريق الإشعاع من درجة حرارة الفرد عند 310 ك إلى درجة حرارة الفضاء الخارجي 3 ك. تعد هذه العملية بطيئة، خاصة في حالة شخص يرتدي ملابس، لذلك لا يوجد خطر من التجمد الفوري. يمكن أن يؤدي التبريد التبخري السريع لرطوبة الجلد في الفراغ إلى تكون الصقيع خاصة في الفم، ولكن ذلك لا يشكل خطرا كبيرا.
يمكن أن يؤدي التعرض إلى الإشعاع الشديد الناشئ عن أشعة الشمس المباشرة غير المرشحة إلى التدفئة الموضعية، بالرغم من أن هذه التدفئة على الأرجح سيجري توزيعها توزيعا جيدا عبر موصلية الجسم للحرارة والدورة الدموية. مع ذلك، قد تتسبب الإشعاعات الشمسية الأخرى، لاسيّما الأشعة فوق البنفسجية في الإصابة بحروق شمسية شديدة.

#### الإشعاع

مقارنة جرعات الإشعاع - وتشمل الكمية المكتشفة على رحلة من الأرض إلى المريخ من خلال مكشاف الإشعاع على مختبر علوم المريخ (2011–2013).

دون حماية من الغلاف الجوي والغلاف المغنطيسي للأرض، يتعرض رواد الفضاء إلى مستويات عالية من الإشعاع. ويؤدي البقاء لمدة عام في المدار الأرضي المنخفض إلى جرعة من الإشعاع تبلغ 10 أضعاف الجرعة السنوية على الأرض.[بحاجة لمصدر] وتضر المستويات العالية من الإشعاع بالخلايا اللمفاوية، وهي الخلايا التي تشترك بصورة كبيرة في الحفاظ على الجهاز المناعي؛ ويساهم هذا الضرر في انخفاض المناعة الذي يتعرض له رواد الفضاء. وقد تم الربط مؤخراً بين الإشعاع وارتفاع عدد حالات إعتام عدسة العين لدى رواد الفضاء. وخارج نطاق حماية المدار الأرضي المنخفض، تشكل الأشعة الكونية المجرية المزيد من التحديات لرحلات البشر إلى الفضاء، حيث يزيد التهديد الصحي من الأشعة الكونية بشكل كبير من فرص الإصابة بالسرطان على مدار عشر سنوات أو أكثر من التعرض. وذكرت دراسة دعمتها ناسا أن الإشعاع قد يضر دماغ رواد الفضاء ويسّرع ظهور مرض الزهايمر. ويمكن أن تؤدي أحداث التأجج الشمسي (رغم ندرتها) إلى الإصابة بجرعة إشعاع قاتلة في غضون دقائق. ويعتقد أن الدروع والأدوية الوقائية قد تقلل في نهاية المطاف من المخاطر إلى مستوى مقبول.

### انعدام الوزن
بعد ظهور محطة الفضاء التي يمكن أن تسكن لفترات طويلة من الزمن، ثبت أن التعرض لانعدام الوزن له بعض الآثار الضارة على صحة الإنسان. يتكيف البشر جيدًا مع الظروف الفيزيائية على سطح الأرض، ولذلك، استجابة لانعدام الوزن، تبدأ الأنظمة الفسيولوجية المختلفة في التغير، وفي بعض الحالات، ضمور. على الرغم من أن هذه التغييرات عادة ما تكون مؤقتة، إلا أن بعضها له تأثير طويل المدى على صحة الإنسان.

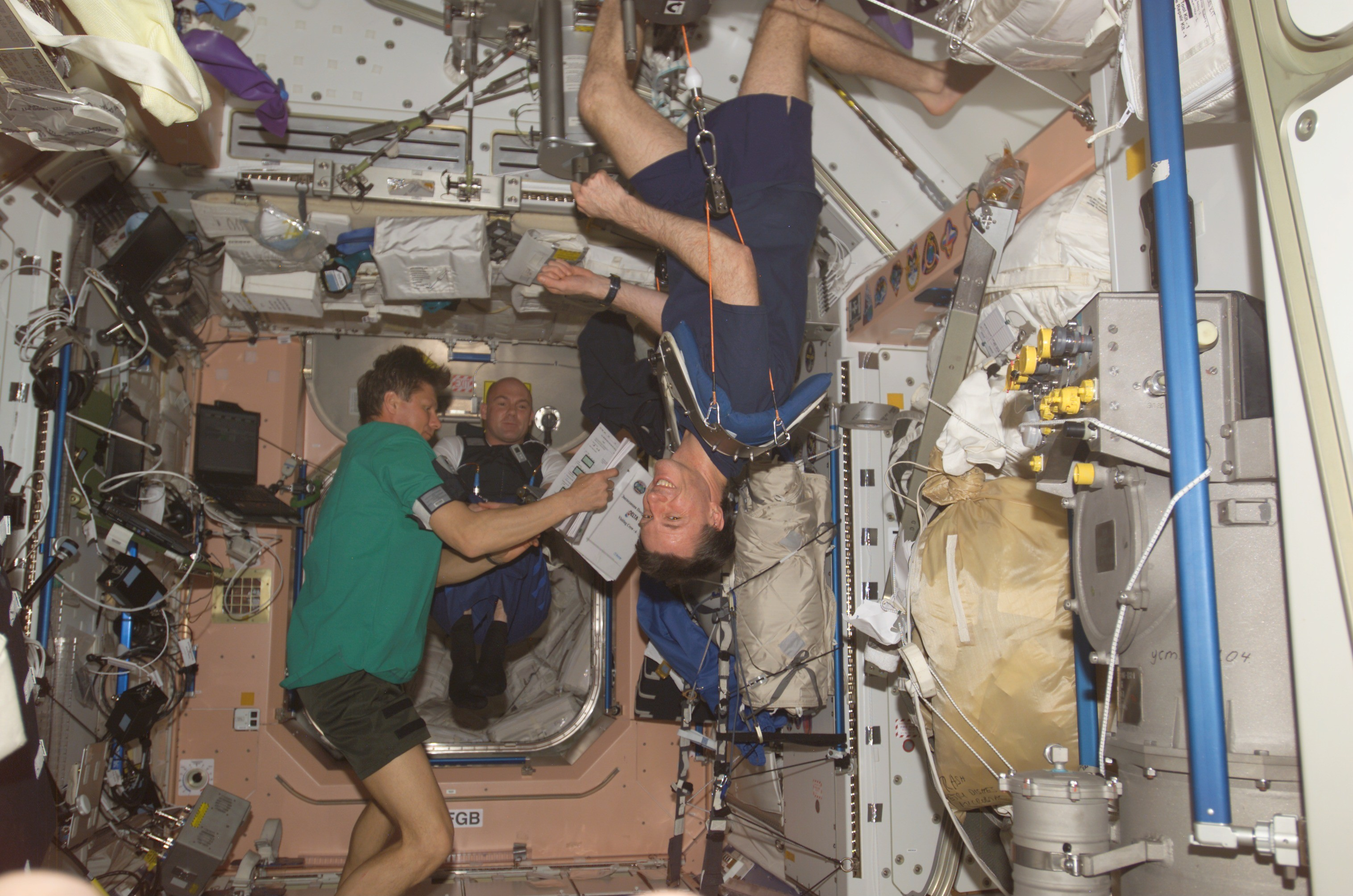
رواد فضاء على محطة الفضاء الدولية في ظروف انعدام الوزن. يمكن رؤية مايكل فولي وهو يمارس الرياضة في المقدمة.

التعرض قصير الأمد للجاذبية الصغرى يسبب متلازمة التكيف مع الفضاء، والغثيان المحدود الناجم عن خلل في الجهاز الدهليزي. التعرض طويل الأمد يسبب مشاكل صحية متعددة، من أهمها فقدان العظام وكتلة العضلات. بمرور الوقت، يمكن أن تؤدي هذه التأثيرات إزالة التكييف [الإنجليزية] إلى إضعاف أداء رواد الفضاء، وزيادة خطر الإصابة، وتقليل قدرتهم الهوائية، وإبطاء نظام القلب والأوعية الدموية. بما أن جسم الإنسان يتكون في معظمه من السوائل، فإن الجاذبية تميل إلى دفعها إلى النصف السفلي من الجسم، ولدى أجسامنا العديد من الأنظمة لتحقيق التوازن في هذا الوضع. عندما تتحرر هذه الأنظمة من قوة الجاذبية، فإنها تستمر في العمل، مما يتسبب في إعادة توزيع السوائل بشكل عام في النصف العلوي من الجسم. هذا هو سبب "انتفاخ" الوجه المستدير الذي يظهر عند رواد الفضاء، وقد يساهم في ملاحظة تغير التحكم الحركي بالكلام لدى رواد الفضاء. إعادة توزيع السوائل حول الجسم نفسه يسبب اضطرابات في التوازن، تشوش الرؤية، وفقدان حاستي التذوق والشم.
وجدت تجربة مكوك الفضاء عام 2006 أن السلمونيلا التيفية، وهي بكتيريا يمكن أن تسبب التسمم الغذائي، تصبح أكثر فتكا عندما يتم زراعتها في الفضاء. في 29 أبريل 2013، أفاد علماء في معهد رينسيلار للعلوم التطبيقية، بتمويل من وكالة ناسا، أنه أثناء رحلة الفضاء في محطة الفضاء الدولية، يبدو أن الميكروبات تتكيف مع بيئة الفضاء بطرق "لم يتم ملاحظتها على الأرض" وبطرق "يمكن أن تؤدي إلى زيادات في النمو وحدة الجرثوم". في عام 2017، وجد أن البكتيريا أكثر مقاومة للمضادات الحيوية و تزدهر في ظروف انعدام الوزن تقريبًا في الفضاء. لوحظ أن الكائنات الحية الدقيقة قادرة على البقاء في الفراغ في الفضاء الخارجي.<ref name=Dose>الجرعة، ك.؛ Bieger-Dose، أ.؛ ديلمان، ر.؛ جيل، م.؛ كيرز، O.؛ كلاين، أ.؛ مينرت، ح.؛ نوروث، ت.؛ ريسي، س.؛ ستريد، C. (1995). "ERA-تجربة "الكيمياء الحيوية الفضائية"". ج. 16 ع. 8: 119–129. Bibcode:1995AdSpR..16h.119D. DOI:10.1016/0273-1177(95)00280-R. {{استشهاد بدورية محكمة}}: الاستشهاد بدورية محكمة يطلب |دورية محكمة= (مساعدة) والوسيط غير المعروف |Journal= تم تجاهله يقترح استخدام |journal= (مساعدة)</ref>

## انظر ايضا
- الطعام في الفضاء